# 大阪市立菅北小学校
大阪市立菅北小学校（おおさかしりつ かんぼくしょうがっこう）は、大阪府大阪市北区にある公立小学校。
言語障がいを持つ児童に対する通級指導教室（ことばの教室）が設置され、必要な児童に対して教室での指導を実施している。ことばの教室では、他校所属の児童も受け入れている。

## 沿革
1922年に大阪市北区済美地区（旧西成郡北野村・川崎村）で6番目の小学校・大阪市済美第六尋常小学校として、大阪市済美第四尋常小学校（のちの大阪市立北天満小学校。現在は大阪市立扇町小学校に統合）から分離する形で開校した。
開校直後の1922年には、当校を含む済美地区の小学校6校で、日本で初めて常勤の学校衛生婦を配置している。学校衛生婦配置の取り組みは、養護教諭制度の源流だとされている。
1941年には国民学校令により大阪市菅北国民学校へと改称した。太平洋戦争の影響で大阪市の国民学校児童は1944年以降学童疎開を実施することになった。縁故疎開に頼らない児童は学校から集団疎開を実施することになり、疎開先の府県は各行政区ごとに割り当てられた。北区の国民学校では滋賀県への集団疎開を実施することになり、菅北国民学校の児童は東浅井郡速水村（のち湖北町を経て長浜市）および竹生村（のちびわ町を経て長浜市）へ集団疎開を実施している。
太平洋戦争の戦災による校舎・校区被害により、終戦直後の1946年に天満国民学校（済美第二尋常小学校）を統合している。天満国民学校は1901年創立。当時の学校敷地は現在の北区与力町5番から同心1丁目5番にかけての一帯にあたり、跡地は児童公園や大阪市の施設・民間ビルなどになっている。なお旧天満校の校区の大半については1952年に大阪市立堀川小学校の校区へと変更されている。
1947年の学制改革により、大阪市立菅北小学校に改称した。

### 年表
- 1922年 - 大阪市済美第六尋常小学校として開校。
- 1922年5月11日 - 開校式。この日を創立記念日とする。
- 1925年4月1日 - 高等科を設置。大阪市済美第六尋常高等小学校と改称。
- 1930年5月29日 - 火災により木造校舎を全焼。
- 1941年4月1日 - 国民学校令により大阪市菅北国民学校と改称。
- 1944年9月2日 - 滋賀県に学童集団疎開。
- 1946年4月1日 - 太平洋戦争の戦災により、天満国民学校（済美第二尋常小学校）を統合。
- 1947年4月1日 - 学制改革により、大阪市立菅北小学校と改称。
- 1951年2月 - 校区変更。旧天満校校区の大部分を、大阪市立堀川小学校の校区へ編入。
- 1992年 - 生涯学習ルームを併設。
- 1993年 - 通級指導教室を設置。

## 通学区域
- 大阪市北区 樋之口町、菅栄町、池田町、錦町、天神橋4-6丁目
- 大阪市北区 扇町1丁目の一部
卒業生は大阪市立天満中学校へ進学する。

## 交通
- Osaka Metro谷町線・堺筋線・阪急千里線 天神橋筋六丁目駅より南西へ約300m